# Schleswig-Holstein-Sonderburg

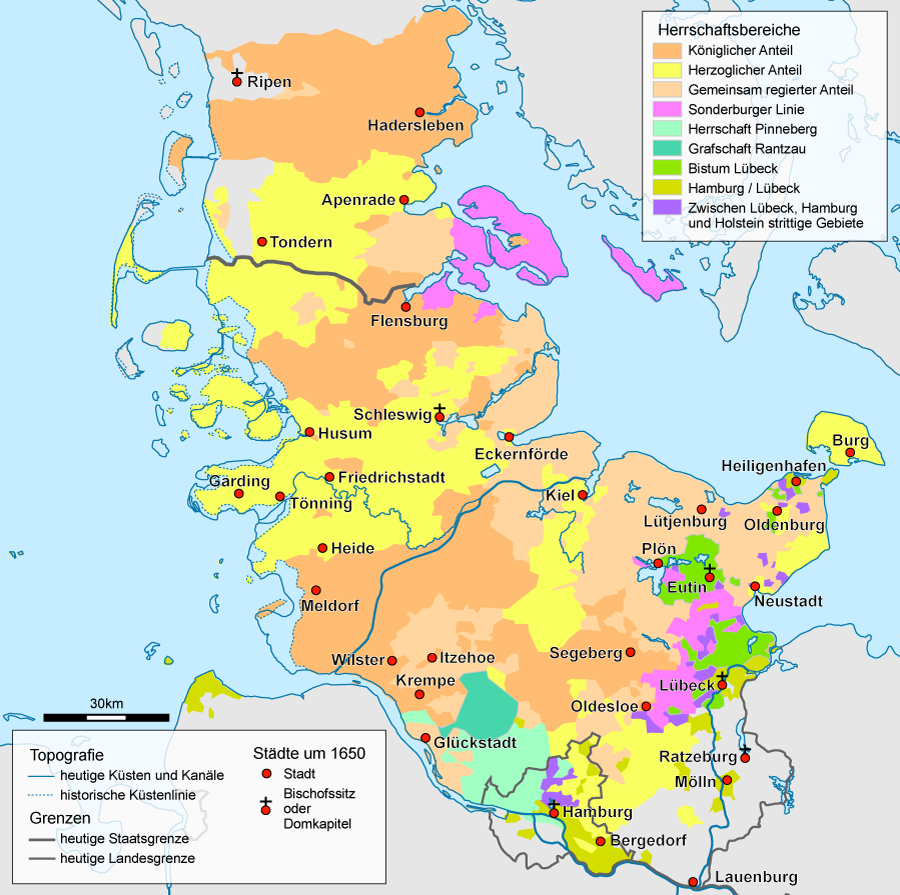
Schleswig y Holstein en torno a 1650: los Estados de las líneas de Sonderburg fueron divididos entre las regiones alrededor de la isla danesa de Als y las regiones al sur de Plön.

Schleswig-Holstein-Sonderburg (en danés: Slesvig-Holsten-Søndeburg) era el nombre de una rama cadete de la Casa de Oldenburgo así como el nombre de sus territorios. Existió de 1564 a 1668 y fue un ducado titular bajo el rey de Dinamarca, más que un verdadero ducado territorial de derecho propio. La sede del duque era Sonderburg. Partes de este dominio estaban localizadas en Dinamarca (en el Ducado de Schleswig), principalmente en las islas de Als y Ærø y en torno a Glücksburg, mientras que otros territorios eran parte del Sacro Imperio Romano Germánico (en el Ducado de Holstein), incluyendo los Ämter de Plön, Ahrensbök y Reinfeld. Como resultado de varios acuerdos de herencia se fragmentó en numerosos pequeños territorios que eventualmente fueron absorbidos en la Gran Dinamarca del siglo XVIII.

## Historia

### Antecedentes
La familia ducal estaba emparentada con la Casa de Schleswig-Holstein-Gottorp; ambas pertenecían a la Casa de Oldenburgo. El ducado fue creado en el siglo XVI cuando el rey Federico II de Dinamarca compartió su parte de los ducados de Schleswig y Holstein con sus dos hermanos, cada uno recibiendo una tercera parte de las propiedades reales en Schleswig y Holstein. Sonderburg fue la porción que recibió el Duque Juan III, llamado "el Joven". Su dominio incluía inter alia los territorios de Sonderburg, Norburg, Ærø, Plön y Ahrensbök junto con sus Ämter asignados u oficinas administrativas. No obstante, la división no fue reconocida por los nobles locales, quienes la consideraron ilegal, y el ducado fue gobernado por el Duque Juan como abgeteilter Herr, i.e. un gobernante que no tenía el asentimiento de sus terratenientes locales. Así, en tanto que el Duque de Sonderburg recibía el título ducal y los ingresos del territorio asignados para él, no tenía derechos políticos sobre el territorio. Soberanamente permaneció con el rey de Dinamarca en su papel de Duque de Schleswig-Holstein.

## Ramas ducales

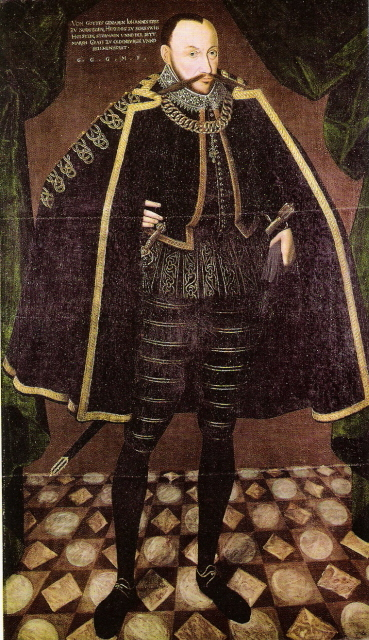
El Ducado de Schleswig-Holstein-Sonderburg fue fundado por Juan III y fragmentado después de su muerte en numerosos mini-estados.

Los duques de Schleswig-Holstein-Sonderburg repetidamente dividieron sus posesiones entre sus herederos, así que se produjo la existencia de una variedad de muy pequeños territorios independientes.
Después de la muerte del Duque Juan en 1622, el ducado fue dividido entre aquellos hijos quienes eran herederos legales y, como consecuencia, la Casa de Schleswig-Holstein-Sonderburg produjo varias líneas colaterales. Los nombres de las líneas individuales añadieron el nombre de sus respectivas ciudades de residencia (Residenz) a la línea familiar. Los hijos del Duque Alejandro —un hijo del Duque Juan— también recibieron o adquirieron algunos territorios fuera de Schleswig-Holstein para su sustento.
Algunos de los subducados de nueva creación solo tenían unos pocos kilómetros cuadrados de tierras y sus amos eran simplemente duques titulares. Estas nuevas líneas algunas veces solo perduraban un corto tiempo antes de que sus propiedades pasaran a otras líneas como resultado de herencias o bancarrota, o incluso volvían a la casa real danesa.
1. La Casa de Schleswig-Holstein-Sonderburg fue continuada por el duque Alejandro, quien residía en el Castillo de Sønderborg. Después de la bancarrota en 1667 la porción de Sonderburg del ducado revirtió al rey de Dinamarca. Las líneas cadetas que emergieron de esta línea incluían las siguientes:
  1. La línea de Schleswig-Holstein-Sonderburg-Franzhagen basada en el Castillo de Franzhagen en las cercanías de Schulendorf, fundada por el duque Cristian Adolfo.
  2. La denominada línea católica de Schleswig-Holstein-Sonderburg, fundada por el duque Alejandro Enrique.
  3. La línea de Schleswig-Holstein-Sonderburg-Wiesenburg basada en el Castillo de Wiesenburg en Sajonia, fundada por el duque Felipe Luis.
  4. La línea de Schleswig-Holstein-Sonderburg-Augustenburg, fundada por el duque Ernesto Gunter quien residió en el Palacio de Augustenburg. La línea quedó extinta en 1931, siendo su miembro más famoso Augusta Victoria, la última emperatriz alemana.
  5. La línea de Schleswig-Holstein-Sonderburg-Beck, fundada por el duque Augusto Felipe. Las siguientes líneas posteriormente emergieron de esta línea:
    1. La línea más joven de la Casa de Schleswig-Holstein-Sonderburg-Glücksburg, ahora referida usualmente como la Casa de Glücksburg. Fundada en 1825 por un descendiente de Juan III, el duque Federico Guillermo. Miembros de esta rama familiar hasta día de hoy son miembros de la aristocracia europea e incluyen las actuales casas reales de Dinamarca y Noruega, así como el duque Felipe de Edinburgo, el príncipe consorte de la reina Isabel II del Reino Unido.
2. La vieja línea de Schleswig-Holstein-Sonderburg-Glücksburg, fundada por el duque Felipe, quien residió en el Castillo de Glucksburgo, en Glücksburg. La línea se extinguió en 1779.
3. La línea de Schleswig-Holstein-Sonderburg-Ærø, fundada por el duque Cristián, quien residió en Ærøskøbing. El duque Cristián murió sin descendencia en 1633 y sus fincas fueron divididas entre los otros hijos de Juan III.
4. La línea de Schleswig-Holstein-Sonderburg-Plön fundada en 1623 por el duque Jaquín Ernesto, con residencia en el Castillo de Plön, en Plön. La línea se extinguió en 1761. De esta emergieron las siguientes ramas:
  1. La línea de Schleswig-Holstein-Sonderburg-Plön-Rethwisch fundada por el Duque Joaquín Ernesto II, residente en Rethwisch. La línea se extinguió ya en 1729.
  2. La línea menor (más joven) de Schleswig-Holstein-Sonderburg-Norburg fundada por el duque Augusto. Esta línea fue reunificada con el Ducado de Plön por el duque Joaquín Federico en 1706.
5. La línea mayor (más antigua) de Schleswig-Holstein-Sonderburg-Norburg, fundada por el duque Juan Adolfo, residente en el Castillo de Nordborg en la isla de Alsen. Después de ir a la bancarrota en 1669 fue reposeída por la rama de Plön en 1679.

En 1668, el rey de Dinamarca confiscó Sonderburgo debido a su exceso de deuda. Varias de las líneas que se habían dividido de Sonderburg continuaron su existencia, no obstante. Del dinero que quedó tras el pago de todas las deudas, el último duque de Sonderburg compró propiedades en Franzhagen, cerca de Schulendorf; de aquí la línea fue conocida como Franzhagen.

## Genealogía
Los duques de Schleswig-Holstein-Sonderburg forman una línea de la Casa de Oldenburgo; consiste en los descendientes por línea masculina del duque Juan el Joven. Las actuales casas reales de Dinamarca y Noruega, así como la futura casa real del Reino Unido (asumiendo que el príncipe Carlos de Gales ascenderá al trono) pertenecen a la línea de Schleswig-Holstein-Sonderburg.

## Duques de Schleswig-Holstein-Sonderburg
- Juan el Joven (1564-1622)
- Alejandro (1622-1627)
- Juan Cristián (1627-1653)
- Cristián Adolfo (1653-1668)